# Arnold Pressburger
Arnold Pressburger (Presburgo, 27 agosto 1885 – Amburgo, 17 febbraio 1951) è stato un produttore cinematografico ungherese.

## Biografia
Arnold Pressburger nacque all'epoca dell'impero austro-ungarico a Presburgo, quella che oggigiorno è Bratislava, la capitale della Slovacchia. Nel 1910, a venticinque anni, Pressburger si trasferì a Vienna dove, l'anno dopo, fondò insieme a Siegmund Philipp la compagnia di distribuzione "Philipp & Pressburger Allgemeine Kinematographen- und Film-Gesellschaft".

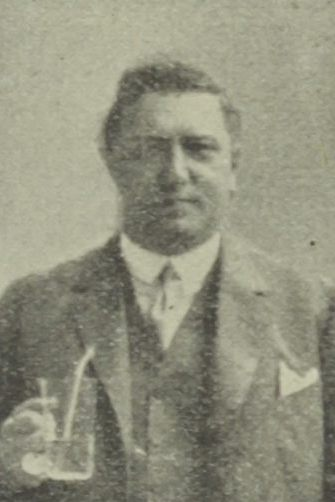

Dal 1915, la compagnia iniziò a produrre sporadicamente anche alcuni film. Venne inglobata nel 1918 dalla viennese "Sascha-Messter-Filmfabrik GmbH" e Pressburger passò quindi a lavorare per la Sascha Film del conte Alexander Kolowrat. Conobbe in tal modo Karl Vollmöller (1878-1948), pioniere del cinema, inventore e archeologo, ma anche scrittore e famoso drammaturgo: sarà nel 1930 uno degli autori della sceneggiatura  di L'angelo azzurro. Nel 1920, la Sascha Film produsse alcuni film diretti da Alexander Korda, tra cui Prinz und Bettelknabe. Un altro famoso regista che lavorò con Pressburger fu l'ungherese Mihali Kertész che, in seguito, a Hollywood sarebbe diventato celebre con il nome di Michael Curtiz.

## Filmografia

### Produttore
- König Menelaus im Kino, regia di Hans-Otto Löwenstein (1913)
- Don Juans letztes Abenteuer, regia di Karl Heiland (1918)
- Der Mandarin, regia di Fritz Freisler (1918)
- Ihre beste Rolle, regia di H.K. Breslauer (1918)
- Der Umweg zur Ehe, regia di Fritz Freisler, Conrad Wiene e Robert Wiene (1919)
- Little Pitsch als Meisterdetektiv, regia di H.K. Breslauer (1919)
- Das verunglückte Erbe, regia di Friedrich Porges (1920)
- Frau Dorothys Bekenntnis, regia di Michael Curtiz (1921)
- Herren der Meere, regia di Alexander Korda (1922)
- Sodom und Gomorrha, regia di Mihaly Kertész (Michael Curtiz) (1922)
- Fräulein Frau, regia di Hans Theyer (1923)
- La congiura dei Valois (Der junge Medardus), regia di Mihaly Kertész (Michael Curtiz) (1923)
- Die Lawine, regia di Mihaly Kertész (1923)
- Namenlos, regia di Mihaly Kertész (1923)
- Harun al Raschid, regia di Mihaly Kertész (1924)
- Die Sklavenkönigin, regia di Mihaly Kertész (1924)
- Salammbô, regia di Pierre Marodon (1925)
- Das Spielzeug von Paris, regia di Mihaly Kertész (1925)
- Fiaker Nr. 13, regia di Mihaly Kertész (1926)
- Der goldene Schmetterling, regia di Mihaly Kertész (1926)
- Non si scherza con l'amore (Man spielt nicht mit der Liebe), regia di Georg Wilhelm Pabst (1926)
- Ledige Töchter, regia di Carl Boese (1926)
- The Queen Was in the Parlour, regia di Graham Cutts (1927)
- La danzatrice di Granata (Die berühmte Frau), regia di Robert Wiene (1927)
- Der Geisterzug, regia di Géza von Bolváry (1927)
- Der fröhliche Weinberg, regia di Jacob Fleck e Luise Fleck (1927)
- Mein Leben für das Deine, regia di Luitz-Morat (1928)
- The Wrecker, regia di Géza von Bolváry (1929)
- Terra senza donne (Das Land ohne Frauen), regia di Carmine Gallone (1929)
- Heute nacht - eventuell, regia di Emmerich Wojtek Emo (1930)
- Zweimal Hochzeit, regia di Emmerich Wojtek Emo (1930)
- Dolly macht Karriere, regia di Anatole Litvak (1930)
- Die singende Stadt, regia di Carmine Gallone (1930)
- Drei Tage Mittelarrest, regia di Carl Boese (1930)
- La città canora (City of Song), regia di Carmine Gallone (1931)
- Danton, regia di Hans Behrendt (1931)
- Ma cousine de Varsovie, regia di Carmine Gallone (1931)
- Mai più l'amore (Nie wieder Liebe!), regia di Anatole Litvak (1931)
- La cugina di Varsavia (Meine Cousine aus Warschau)
- Spionaggio eroico (Im Geheimdienst), regia di Carl Boese (1931)
- Calais-Douvres, regia di Jean Boyer e Anatole Litvak (1931)
- Berlin-Alexanderplatz - Die Geschichte Franz Biberkopfs, regia di Phil Jutzi (1931)
- Der brave Sünder, regia di Fritz Kortner (1931)
- Man braucht kein Geld, regia di Carl Boese (1932)
- Questa notte o mai più (Das Lied einer Nacht), regia di Anatole Litvak (1932)
- Lumpenkavaliere, regia di Carl Boese (1932)
- Desiderio 202 (Sehnsucht 202), regia di Max Neufeld (1932)
- Une jeune fille et un million, regia di Fred Ellis e Max Neufeld (1932)
- Tell Me Tonight, regia di Anatole Litvak (1932)
- La Chanson d'une nuit, regia di Pierre Colombier e Anatole Litvak (1932)
- Der große Trick, regia di Carl Boese (1933)
- Spione am Werk, regia di Gerhard Lamprecht (1933)
- Aspetto una signora (Ein Lied für dich), regia di Joe May (1933)
- Tout pour l'amour, regia di Joe May e Henri-Georges Clouzot (1933)
- Ihre Durchlaucht, die Verkäuferin, regia di Karl Hartl (1933)
- Die Abschieds-Symphonie, regia di Carl Behr (1934)
- Mein Herz ruft nach dir, regia di Carmine Gallone (1934)
- My Song for You, regia di Maurice Elvey (1934)
- Mon coeur t'appelle, regia di Carmine Gallone e Serge Véber (1934)
- Così finì un amore (So endete eine Liebe), regia di Karl Hartl (1934)
- Rhapsodie. Ein musikalisches Intermezzo aus dem Leben Franz Liszts, regia di Franz Osten (1934)
- Tre donne sono troppe (Die englische Heirat), regia di Reinhold Schünzel (1934)
- Caprice de princesse, regia di Henri-Georges Clouzot e Karl Hartl (1934)
- Balmat o Il re del Monte Bianco (Der ewige Traum), regia di Arnold Fanck (1934)
- Teresa Krones (Ihr größter Erfolg), regia di Johannes Meyer (1934)
- Rêve éternel, regia di Henri Chomette e Arnold Fanck (1935)
- The Divine Spark, regia di Carmine Gallone (1935)
- La bionda Carmen (Die blonde Carmen), regia di Victor Janson (1935)
- Amo tutte le donne (Ich liebe alle Frauen), regia di Carl Lamac (1935)
- J'aime toutes les femmes, regia di Carl Lamac (1935)
- Mazurka tragica (Mazurka), regia di Willi Forst (1935)
- Il trionfo della primula rossa (Return of the Scarlet Pimpernel), regia di Hanns Schwarz (1937)
- Prigione senza sbarre (Prison sans barreaux), regia di Léonide Moguy (1938)
- L'avvelenatrice (L'affaire Lafarge), regia di Pierre Chenal (1938)
- Prigione senza sbarre (Prison Without Bars), regia di Léonide Moguy (1938)
- Conflitto (Conflit), regia di Léonide Moguy (1938)
- Smarrimento (Le Déserteur), regia di Léonide Moguy (1939)
- Cavalcata d'amore (Cavalcade d'amour), regia di Raymond Bernard (1941)
- I misteri di Shanghai (The Shanghai Gesture), regia di Josef von Sternberg (1941)
- Anche i boia muoiono (Hangmen Also Die!), regia di Fritz Lang (1943)
- Avvenne domani (It Happened Tomorrow), regia di René Clair (1944)
- Uno scandalo a Parigi (A Scandal in Paris), regia di Douglas Sirk (1946)
- L'uomo perduto (Der Verlorene) regia di Peter Lorre (1951)

### Direttore di produzione
- Der Diebstahl, regia di Richard Löwenbein (1917)
- Wenn die Liebe auf den Hund kommt, regia di Richard Löwenbein (1917)
- Der Mann mit der Maske, regia di Hans Spalt (1917)
- Um ein Weib, regia di Ernst Marischka e Hubert Marischka (1918)
- Der Märtyrer seines Herzens, regia di Emil Justitz (1918)
- Das Nachtlager von Mischli-Mischloch, regia di Fritz Freisler (1918)

### Presentatore / Scenografo
- Die Sklavenkönigin, regia di Michael Curtiz - architetto scenografo e supervisore creativo (1924)
- I misteri di Shanghai (The Shanghai Gesture), regia di Josef von Sternberg - presentatore (non accreditato)
- Uno scandalo a Parigi (A Scandal in Paris), regia di Douglas Sirk  - presentatore (1946)